# Ancoretta magnetica

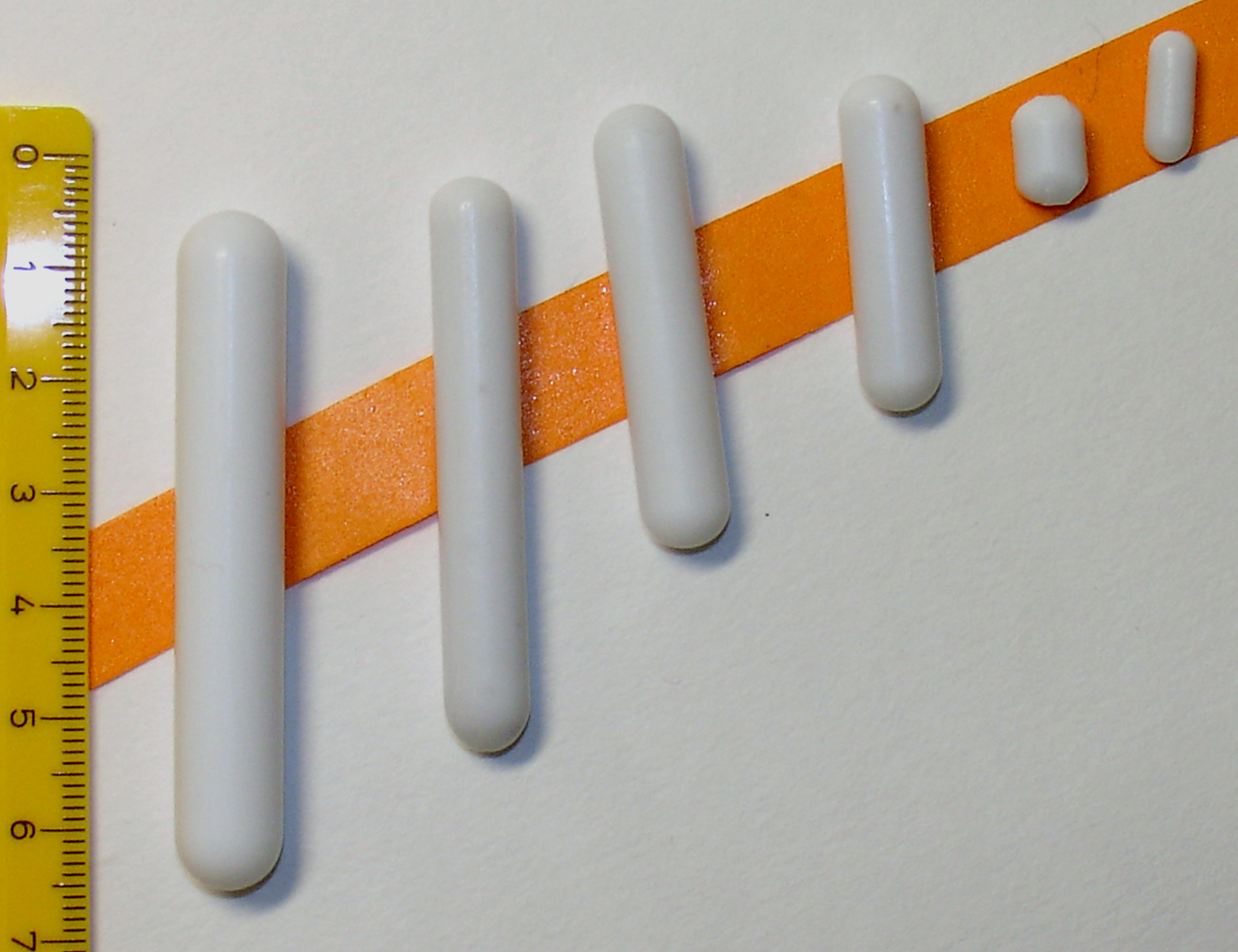
Ancorette magnetiche di varie dimensioni

L'ancoretta magnetica (o nottolino magnetico) è una barretta magnetica che, messa in rapida rotazione da un campo magnetico, opera il mescolamento di liquidi e/o soluzioni. Il campo magnetico è fornito da un agitatore magnetico. È generalmente rivestita in teflon.
Le dimensioni e la forma dell'ancoretta magnetica determinano l'efficacia dell'agitazione stessa a parità di velocità di agitazione; è opportuno quindi scegliere l'ancoretta magnetica più adeguata in relazione alla quantità e qualità di liquido in lavorazione, nonché al tipo di contenitore utilizzato.